# Martinella
Die Martinella sind eine Pflanzengattung, die zur Familie der Trompetenbaumgewächse (Bignoniaceae) gehört. Die drei ihr zugehörigen Arten sind in den tropischen Gebieten Amerikas beheimatet. Der Gattungsname ehrt den französischen Gärtner und Botaniker Joseph Martin (~1760–1826).

## Beschreibung
Martinella-Arten sind Lianen, deren Sprossachsen im Querschnitt ein viergeteiltes Phloem zeigen. Die Zweige sind unbehaart und drehrund, zwischen den Ansatzpunkten der gegenständig stehenden Laubblätter befinden sich keine Drüsen, jedoch wird dort eine Rinne gebildet. Die Laubblätter sind zweigeteilt, oftmals ist ein drittes Teilblatt zu einer Ranke umgebildet. Pseudonebenblätter werden nicht gebildet.
Die Blütenstände sind achselständige Trauben. Der Kelch ist mit mehr als 11 cm sehr lang, er ist röhrenförmig bis glockenförmig, zweilappig bis unregelmäßig drei- bis vierlappig, häutig und nicht mit Drüsen besetzt. Die Krone ist dunkel weinrot gefärbt, röhrenförmig bis glockenförmig, gerade und häutig. Die vier Staubblätter stehen nicht über die Krone hinaus, die Staubbeutel sind unbehaart, ihre Theken gerade. Der Fruchtknoten ist linealisch-zylindrisch, spärlich mit feinen Schuppen bedeckt und enthält je Fruchtknotenfach vier (selten nur zwei oder drei) Reihen Samenanlagen. Der Fruchtknoten steht auf einem becherförmigen Blütenboden.
Die Früchte sind linealische, stark abgeflachte Kapseln. Diese verholzen und sind glatt sowie mit einigen Korkporen versehen. Die Samen sind unbehaart und mit zwei Flügeln versehen.

## Verbreitung
Die Arten der Gattung Martinella kommen vom südlichen Mexiko bis nach Brasilien und Bolivien vor.

## Systematik
Innerhalb der Gattung werden zwei Arten unterschieden:
- Martinella insignis A.H.Gentry ex Zuntini & L.G.Lohmann: Die 2014 erstbeschriebene Art kommt in den brasilianischen Bundesstaaten Bahia und Espirito Santo vor.[2]
- Martinella iquitosensis A.Samp.: Die Heimat ist Kolumbien, Venezuela, Ecuador, Peru und das nördliche Brasilien.[2]
- Martinella obovata (Kunth) Bureau & K.Schum.: Das Verbreitungsgebiet erstreckt sich vom südlichen Mexiko bis Trinidad und zum tropischen Südamerika.[2] Die Chromosomenzahl beträgt 2n = 40.[3]